# Peak-Range-Nationalpark
Der Peak-Range-Nationalpark befindet sich 45 Kilometer von Clermont entfernt im zentralen Queensland in Australien. Er ist ein Teil der Peak Range Volcano, einer Reihe von Vulkanen.

## Nationalpark
Vom Peak Downs Highway, der auf der Südseite des Parks vorbeiführt, sind die Peak Range aus im flachen zentralen Hochland von Queensland zu sehen Der bekannteste Berg des Nationalparks ist der 487 Meter über Meereshöhe liegende Wolfgang Peak.
In dem Park befinden sich neben erloschenen Vulkanen Lavafelder.

## Peak Range Volcano
Als Peak Range Volcano wird ein Gebiet mit Vulkanen bezeichnet, die eine Linie in der Länge von 100 Kilometern bilden und ein Gebiet von 2500 Quadratkilometer mit Lava bedecken. Der Peak-Range-Nationalpark ist ein Teil dieses Gebietes. Zu diesen vulkanischen Bergen zählen Anvil Peak, Table Mountain, Scotts Peak, Malvern Hill und Ropers Peak. Der höchste Berg dieser Kette ist der Browns Peak mit einer Höhe von 807 Meter über dem Meer. Die Berge Scotts Peak, Ropers Peak und Browns Peak entdeckte und benannte der preußische Entdeckungsreisende Ludwig Leichhardt im Februar 1845 auf seiner ersten Expeditionsreise in Australien von 1844 bis 1845.